# Сова мангрова
Сова́ мангрова (Strix ocellata) — вид птахів родини совових (Strigidae). Поширений в Південній Азії.

## Поширення
Вид досить поширений на всьому Індостані та у передгір'ї Гімалаїв в Індії та на півдні Непалу. Випадкові птахи спостерігалися на заході М'янми. У північно-східному Пакистані птаха не спостерігали з початку 20 століття. Мангрова сова є місцевим птахом, який населяє слаболісисті рівнини, відкриті ліси та гаї зі старими деревами.

## Підвиди
- S. o. ocellata (Lesson, 1839) — на півдні Індії.
- S. o. grisescens Koelz, 1950 — в північній Індії на південь від Гімалаїв, на захід до Пакистану та на схід до Біхару.
- S. o. grandis Koelz, 1950 — Гуджарат.

## Опис
Маючи розмір тіла приблизно від 41 до 48 сантиметрів, мангрова сова є відносно великим видом у своєму роді. У неї відсутні пір'ясті вушка. Лицьовий диск білуватий, оточений темною облямівкою. Оперення тіла жовтувато-червоне і біле, з чорними і червонувато-бурими цятками, плямами і смугами. Очі темно-карі. Ноги і пальці оперені.

## Спосіб життя
Сова переважно активна вночі та в сутінках. Пари зазвичай спаровуються пліч-о-пліч на гілці в густому листі дерева. Налякані сови літають на великі відстані навіть удень і сідають прямо на верхівки дерев. Сезон розмноження зазвичай припадає на період з лютого по квітень. Кладка зазвичай складається з двох яєць. Інкубаційний період і період насиджування ще недостатньо вивчені.